# Joseph-Marie Portalis
Pour les autres membres de la famille, voir Famille Portalis.
Ne doit pas être confondu avec Jean-Étienne-Marie Portalis.
Joseph Marie Portalis, 1er comte Portalis (19 février 1778 à Aix-en-Provence - 5 août 1858 à Passy (Seine), est un magistrat, diplomate et homme politique français.

## Biographie

### Révolution
Fils de Jean-Étienne-Marie Portalis (mort en 1807, ancien ministre des Cultes) et dame Marguerite-Françoise (sœur de Joseph Jérôme Siméon), Joseph Marie fit ses études sous la direction de son père. Il était à peine âgé de douze ans lorsque la proscription qui menaçait son père les obligea tous les deux à se réfugier à Lyon, et de là, à Paris (1793).
Le jeune Joseph assistait avec passion aux séances de la Convention nationale : il se trouvait notamment à celle du 8 thermidor an II (26 juillet 1794) qui aboutit à la chute de Robespierre.
Joseph Portalis débuta fort jeune encore dans les lettres par un article sur Montesquieu, inséré, en 1796, dans le Républicain français.
Il fut obligé, au mois de septembre 1797, d'accompagner son père dans l'exil, en Holstein. Ils furent accueillis par le comte et la comtesse de Reventlau, qui leur offrirent un asile dans leur château d'Emckendorff. Joseph épousa la nièce et pupille du comte, la comtesse de Holck. Ce fut là qu'il fit paraître l'écrit intitulé : Du devoir de l'historien de bien considérer le caractère et le génie de chaque siècle en jugeant les grands hommes qui y ont vécu. L'académie de Stockholm couronna ce mémoire que l'auteur fit imprimer à Paris en 1800.

### Consulat et Empire

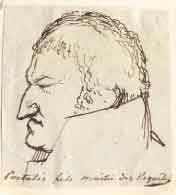
Portalis, maître des requêtes.

Rentré en France après le coup d'État du 18 brumaire an VIII (9 novembre 1799), il bénéficia de l'estime que le Premier consul portait à son père et fut nommé surnuméraire au ministère des relations extérieures (1799), commissaire près le Conseil des prises le 4 avril 1800, et enfin secrétaire d'ambassade en Saxe la même année.
Employé d'abord par Joseph Bonaparte lors du traité de Lunéville, puis au congrès d'Amiens, il fut envoyé à Londres avec le général Andréossy. Lors de la rupture avec l'Angleterre, Portalis fils fut envoyé à Berlin, pour les mêmes fonctions, le 14 juin 1803, puis à Ratisbonne au mois d'octobre 1804, en qualité d'envoyé extraordinaire et ministre plénipotentiaire de France près de Mgr de Dalberg (archevêque et prince-électeur de Mayence, primat archichancelier du Saint-Empire romain germanique, résidant à Ratisbonne) et de la Diète germanique.
Mais, ayant sollicité la faveur de se rapprocher de sa famille, il fut rappelé et fut choisi, le 2 juin 1805, pour remplir près de son père devenu aveugle, les fonctions de secrétaire-général du ministère des cultes.
Nommé maître des requêtes au conseil d'État le 14 juin 1806, il fut chargé par intérim du portefeuille du ministère des cultes après la mort de son père (qui fut ensuite confié à Bigot de Préameneu), au mois de septembre 1807, et fut nommé successivement conseiller d'État, rattaché à la commission des pétitions et à la commission du contentieux en 1807 puis à la section de l'Intérieur le 4 janvier 1808, membre du conseil du sceau des titres le 12 mars de la même année, et directeur général de la librairie (c'est-à-dire responsable de la censure impériale) le 12 février 1810.

Il avait été créé chevalier de l'Empire le 26 avril 1808, et comte de l'Empire le 9 décembre 1809. 

« Tant de faveurs accordées au jeune Portalis, écrit Sarrut, dans la Biographie des hommes du jour, comme récompense des mérites et des travaux de son père, auraient dû inspirer au protégé de Napoléon quelques, sentiments de reconnaisse liée en faveur de son bienfaiteur : il en fut tout autrement : le directeur général de la librairie trahit à la fois tous ses devoirs. On colportait en secret et on faisait circuler des bulles et des lettres du pape. Portalis prit part à cette conspiration ourdie par la cour papale qui servait d'instrument à l'oligarchie européenne. Non seulement Portails ne dénonça pas la circulation de ces écrits, mais il la propagea : les accusations les plus graves posent sur lui à ce sujet… »

 L'empereur lui reprocha avec emportement, dans la séance du conseil d'État du 4 janvier 1811, de n'avoir pas divulgué à l'autorité la connaissance qu'il avait eu par l'abbé d'Astros, son cousin germain, du bref de censure que le pape Pie VII avait transmis à ce chanoine contre la nomination du cardinal Maury comme archevêque de Paris.

« Lorsque quelqu'un est tout à fait à moi, comme vous l'êtes, il répond de ceux qui lui appartiennent. Voilà quelles sont mes maximes, dit l'Empereur. Il faut être tout à moi et tout faire pour moi. Vous m'avez trahi. Vous avez manqué à la reconnaissance et à votre devoir. Sortez. » Et quand il fut sorti, Napoléon ajouta : « Depuis que je suis au gouvernement, voilà le premier individu auprès de moi qui m'ait trahi. Puis il se tourna vers Locré qui rédigeait les procès-verbaux des séances : Vous écrirez trahi, entendez-vous, monsieur Locré ? C'est le mot propre, le seul convenable à la conduite de M. Portalis. »

Destitué de tous ses emplois et exilé à 40 lieues de Paris, le 5 janvier 1811, Portalis s'occupa de travaux philosophiques et littéraires.
Au mois de juin 1813, sur l'insistance du comte Molé, Napoléon, oubliant son mécontentement, nomma Portalis  premier président de la cour impériale d'Angers, poste qu'il occupa jusqu'à la fin des Cent-Jours.

### Restauration
Sous la Restauration, Louis XVIII le créa conseiller d'État en service extraordinaire, et officier de la Légion d'honneur les 24 et 28 août 1814. Maintenu pendant les Cent-Jours, Portalis réussit encore à conserver les bonnes grâces du roi.
Rentré au conseil d'État, il fut attaché au service ordinaire de la législation, et devint, dès lors, un des plus zélés défenseurs de la cause royaliste. Toujours prêt à témoigner de sentiments peu favorables à l'égard de la presse, il présentait la Chambre des députés un projet de loi pour la répression des cris séditieux, et fut nommé conseiller à la Cour de cassation (23 août 1815).
En mai 1818, il fut chargé, comme envoyé extraordinaire de France à Rome, des premières négociations relatives à un nouveau concordat.
Le duc Decazes l'avait appelé (5 mars 1819), à la Chambre des pairs, et (21 février 1820) au poste de sous-secrétaire d'État au ministère de la Justice le 21 février 1820 qu'il conserva jusqu'à l'avènement du cabinet Villèle (3 décembre 1821).
Grand officier de la Légion d'honneur le 1er mai 1821, et chargé par intérim, le 18 juillet suivant, du portefeuille du département de la Justice pendant l'absence du garde des sceaux, il fut nommé président de chambre en la Cour de cassation le 6 août 1824.
Dans un rapport à la Chambre des pairs, en 1825, il révéla qu'un jacobin d'Ancenis, convoitant les propriétés de l'hôpital de Nantes, avait fait inscrire l'hôpital sur la liste des émigrés. Le 18 janvier 1827, Portalis fit à la Chambre des pairs son fameux rapport sur la pétition de Montlosier contre la légalité de l'existence des jésuites en France.
Promu garde des sceaux le 4 janvier 1828, lors de la constitution du cabinet Martignac, il attacha son nom à plusieurs mesures importantes, par exemple à celle qui abrogeait la censure et à celle qui réprimait les fraudes électorales. Il échangea, le 14 mai 1829, le portefeuille de la Justice pour celui des Affaires étrangères, laissé vacant par Anne Adrien Pierre de Montmorency-Laval, et qu'il garda jusqu'au 7 août suivant, à l'avènement du ministère Polignac.
En quittant le pouvoir, il se réserva d'ailleurs la place de Premier président de la Cour de cassation et de membre du conseil privé.

### Monarchie de Juillet
Essentiellement ami de l'autorité, il se rallia avec empressement au gouvernement de Louis-Philippe Ier, sous la monarchie de Juillet, et continua de prendre une part active aux travaux de la Chambre des pairs, dont il fut un des vice-présidents. Il se prononça pour l'hérédité de la pairie, parla contre le rétablissement du divorce, et prêta l'appui de sa voix et de son influence à toutes les mesures conservatrices et répressives.
En 1835, il fut l'assesseur de MM. Pasquier et Decazes dans l'instruction du procès d'avril. Membre de l'Académie des sciences morales et politiques (9 février 1839), section de législation et de jurisprudence, il communiqua à l'Institut de France de remarquables Observations sur le code sarde comparé au code civil français.

### Deuxième République et Second Empire

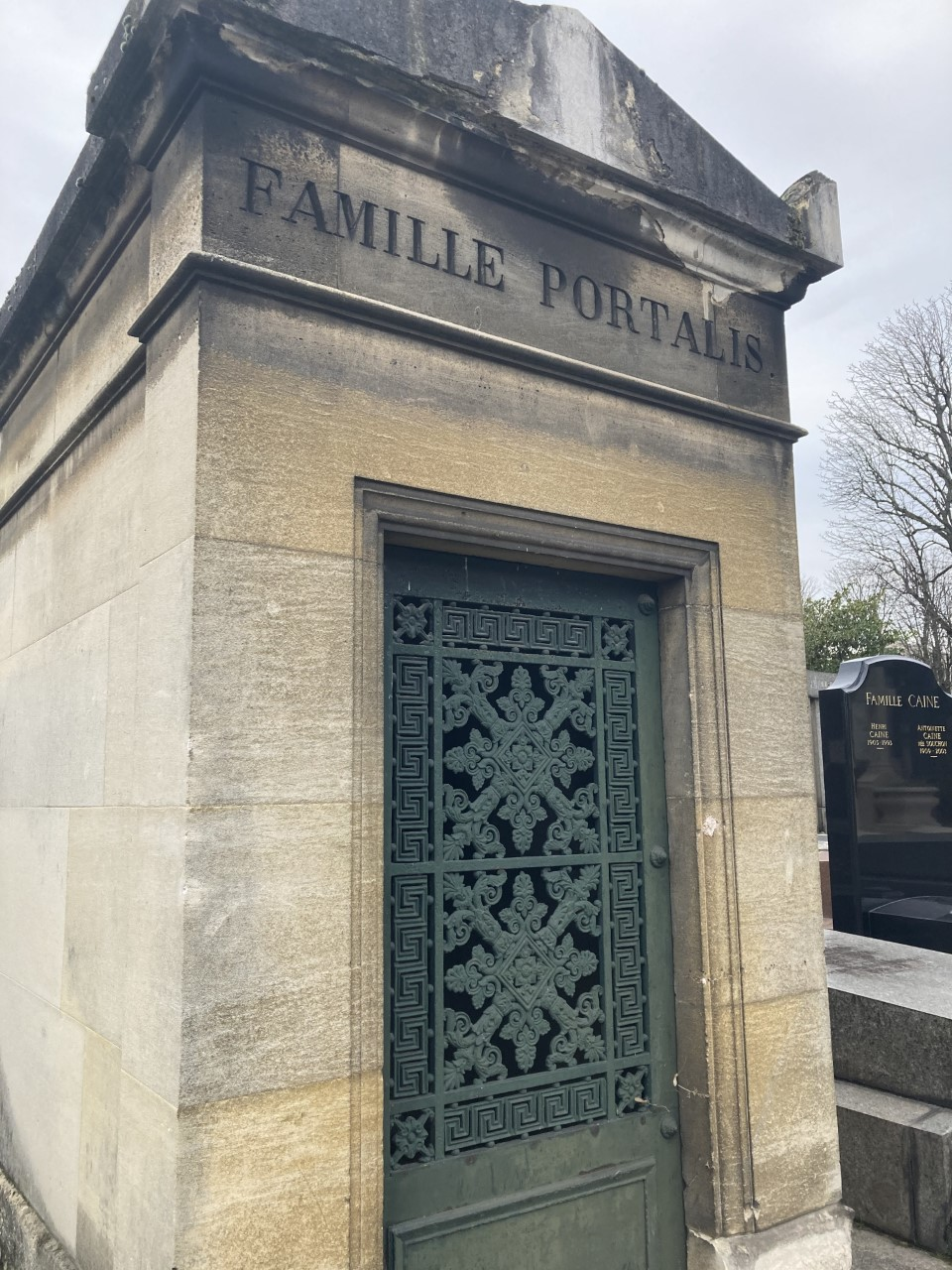
Chapelle funéraire des Portalis au cimetière de Passy.

Sous la Révolution française de 1848, Portalis conserva sa place de premier président de la Cour de cassation, au nom de laquelle il présenta des Observations sur l'ordre judiciaire.
Il affirma aussi ses opinions conservatrices et monarchistes dans un écrit intitulé : L'Homme et la Société.
Après le Coup d'État du 2 décembre 1851, Louis-Napoléon Bonaparte le nomma sénateur (26 janvier 1852). Un incident, lors de la prestation du serment des nouveaux sénateurs, montra, dit un historien, que le comte Portalis « ne voulait pas renoncer à l'occasion de proclamer une fois de plus sa fidélité ». Son nom n'avait pas été appelé : il réclama contre cette omission, et, la formule du serment ayant été relue, M. Portalis prêta, à très haute voix, son huitième serment politique. Il s'associa au rétablissement de l'Empire, fut rapporteur (1856) du projet de loi sur la régence, et siégea au palais du Luxembourg jusqu'à sa mort (5 août 1858).
Il meurt à hauteur de l'actuel no 78 rue de la Tour (Passy, de nos jours 16e arrondissement de Paris), dans une propriété depuis disparue.
Il était grand-croix de la Légion d'honneur.

## Distinctions
- Légion d'honneur[5] :
  - Légionnaire ( : 30 mars 1805), puis,
  - Officier (23 août 1814), puis,
  - Commandant (27 avril 1820), puis,
  - Grand officier (1er mai 1821), puis,
  - Grand-croix de la Légion d'honneur (30 septembre 1832).

## Armoiries
| Figure | Blasonnement |
|        | Armes de chevalier de l'Empire (1808) Parti au premier d'azur à la fasce cousue de gueules chargé du signe des chevaliers légionnaires, accompagnée en pointe d'une tour ouverte crénelée de trois pièces échiquetées de sable et d'argent ; au second écartelé ; au premier d'argent à la fasce de gueules, au second aussi d'argent à sept billettes d'azur ; au troisième d'azur, à la chausse-trape évidée d'or ; au quatrième d'argent, au mur de sable maçonné d'or, crénelé de trois pièces.                                                                                      |
|        | Armes du 1er comte Portalis et de l'Empire (1809) Parti au premier d'azur à la fasce cousue de gueules chargé du signe des chevaliers légionnaires, accompagnée en pointe d'une tour ouverte crénelée de trois pièces échiquetées de sable et d'argent ; au quartier des Comtes Conseiller d'état brochant au neuvième de l'écu ; au second écartelé ; au premier d'argent à la fasce de gueules, au second aussi d'argent à sept billettes d'azur ; au troisième d'azur, à la chausse-trape évidée d'or ; au quatrième d'argent, au mur de sable maçonné d'or, crénelé de trois pièces. |
|        | Armes de Baron-Pair de France Parti, au premier d'azur, à la tour à 3 tourelles d'argent, celle du milieu supérieure et sommée d'une tige de 3 lys du même émail ; au deuxième contre-écartelé, au 1er d'argent à une fasce de gueules ; au 2e argent, à 7 billettes de gueules, posées 1, 2, 2 et 2 ; au 3 d'azur, au double triangle entrelacé d'argent ; au 4 d'argent, au mur crénelé de gueules, maçonné d'argent. Supports : deux lions. Couronne de comte sur l'écu, et couronne de baron sur le manteau,.                                                                        |